# Hyposoter thuringiacus
Hyposoter thuringiacus är en stekelart som först beskrevs av Otto Schmiedeknecht 1909.  Hyposoter thuringiacus ingår i släktet Hyposoter och familjen brokparasitsteklar. Inga underarter finns listade i Catalogue of Life.